# Pamela Bach
Pamela Ann Weissenbach (ur. 16 października 1963 w Tulsie, zm. 5 marca 2025 w Los Angeles) – amerykańska aktorka.
9 grudnia 1989 poślubiła Davida Hasselhoffa. Rozwiedli się 26 lipca 2006. Para ma dwie córki: Taylor Ann Hasselhoff (ur. 5 maja 1990) i Hayley Amber Hasselhoff (ur. 26 sierpnia 1992).

## Śmierć
5 marca 2025 roku Bach została znaleziona martwa w swoim domu w Hollywood Hills z raną postrzałową, którą sama sobie zadała. Jej śmierć została uznana za samobójstwo przez Biuro Koronera Okręgu Los Angeles.